# Diócesis de Bom Jesus do Gurguéia
La diócesis de Bom Jesus do Gurguéia (en latín: Dioecesis Boni Iesu a Gurgueia y en portugués: Diocese de Bom Jesus do Gurguéia) es una circunscripción eclesiástica de la Iglesia católica en Brasil. Se trata de una diócesis latina, sufragánea de la arquidiócesis de Teresina. Desde el 15 de enero de 2014 su obispo es Marcos Antônio Tavoni.

## Territorio y organización
La diócesis tiene 51 543 km² y extiende su jurisdicción sobre los fieles católicos de rito latino residentes en 21 municipios del estado de Piauí: Alvorada do Gurguéia, Avelino Lopes, Barreiras do Piauí, Bom Jesus, Corrente, Cristalândia do Piauí, Cristino Castro, Curimatá, Currais, Gilbués, Júlio Borges, Monte Alegre do Piauí, Morro Cabeça no Tempo, Palmeira do Piauí, Parnaguá, Redenção do Gurguéia, Riacho Frio, Santa Filomena, Santa Luz, São Gonçalo do Gurguéia, Sebastião Barros.
La sede de la diócesis se encuentra en la ciudad de Bom Jesus, en donde se halla la Catedral de Nuestra Señora de las Mercedes.
En 2020 en la diócesis existían 24 parroquias.

## Historia
La prelatura territorial de Bom Jesus do Piauí fue erigida el 18 de junio de 1920 con la bula Ecclesiae universae del papa Benedicto XV, derivando su territorio de la diócesis de Piauí (hoy arquidiócesis de Teresina).
Originalmente sufragánea de la arquidiócesis de Belém do Pará, el 2 de diciembre de 1921 pasó a formar parte de la provincia eclesiástica de la arquidiócesis de São Luís do Maranhão y el 9 de agosto de 1952 de la arquidiócesis de Teresina.
El 17 de diciembre de 1960 cedió una parte de su territorio para la erección de la prelatura territorial de São Raimundo Nonato (hoy diócesis de São Raimundo Nonato) mediante la bula Cum venerabilis del papa Juan XXIII.
El 3 de octubre de 1981, en virtud de la bula Institutionis propositum del papa Juan Pablo II, la prelatura territorial fue elevada a diócesis y asumió su nombre actual.

## Estadísticas
Según el Anuario Pontificio 2021 la diócesis tenía a fines de 2020 un total de 147 700 fieles bautizados.
| Año                                                                             | Población            | Población | Población      | Sacerdotes | Sacerdotes    | Sacerdotes    | Bautizados por sacerdote | Diáconos permanentes | Religiosos | Religiosos | Parroquias |
| Año                                                                             | Bautizados católicos | Total     | % de católicos | Total      | Clero secular | Clero regular | Bautizados por sacerdote | Diáconos permanentes | Varones    | Mujeres    | Parroquias |
| ------------------------------------------------------------------------------- | -------------------- | --------- | -------------- | ---------- | ------------- | ------------- | ------------------------ | -------------------- | ---------- | ---------- | ---------- |
| 1950                                                                            | 90 000               | 100 000   | 90.0           | 12         | 6             | 6             | 7500                     |                      | 5          |            | 6          |
| 1966                                                                            | 105 000              | 120 000   | 87.5           | 10         | 7             | 3             | 10 500                   |                      | 3          | 12         | 8          |
| 1968                                                                            | 105 000              | 120 000   | 87.5           | 11         | 5             | 6             | 9545                     |                      | 7          | 11         | 7          |
| 1976                                                                            | 123 000              | 135 200   | 91.0           | 7          | 3             | 4             | 17 571                   |                      | 16         | 11         | 9          |
| 1980                                                                            | 118 200              | 128 500   | 92.0           | 11         | 4             | 7             | 10 745                   |                      | 7          | 12         | 9          |
| 1990                                                                            | 144 500              | 155 000   | 93.2           | 15         | 8             | 7             | 9633                     |                      | 8          | 23         | 10         |
| 1999                                                                            | 162 000              | 180 000   | 90.0           | 17         | 13            | 4             | 9529                     | 3                    | 4          | 13         | 13         |
| 2000                                                                            | 163 000              | 181 000   | 90.1           | 17         | 13            | 4             | 9588                     | 3                    | 4          | 13         | 13         |
| 2001                                                                            | 143 832              | 161 532   | 89.0           | 17         | 13            | 4             | 8460                     | 3                    | 4          | 14         | 13         |
| 2002                                                                            | 143 832              | 161 532   | 89.0           | 17         | 13            | 4             | 8460                     | 3                    | 4          | 21         | 13         |
| 2003                                                                            | 143 832              | 161 532   | 89.0           | 17         | 13            | 4             | 8460                     | 3                    | 4          | 21         | 13         |
| 2004                                                                            | 143 832              | 161 532   | 89.0           | 18         | 14            | 4             | 7990                     | 3                    | 4          | 21         | 14         |
| 2006                                                                            | 152 000              | 173 000   | 87.9           | 22         | 18            | 4             | 6909                     | 3                    | 4          | 14         | 17         |
| 2012                                                                            | 167 500              | 190 000   | 88.2           | 28         | 23            | 5             | 5982                     | 1                    | 5          | 4          | 22         |
| 2015                                                                            | 171 500              | 194 700   | 88.1           | 30         | 26            | 4             | 5716                     | 2                    | 4          | 5          | 23         |
| 2018                                                                            | 148 380              | 183 820   | 80.7           | 37         | 33            | 4             | 4010                     | 1                    | 4          | 7          | 24         |
| 2020                                                                            | 147 700              | 185 947   | 79.4           | 38         | 34            | 4             | 3886                     | 1                    | 4          | 4          | 24         |
| Fuente: Catholic-Hierarchy, que a su vez toma los datos del Anuario Pontificio. |                      |           |                |            |               |               |                          |                      |            |            |            |

## Episcopologio
- Sede vacante (1920-1924)

- Pedro Pascual Miguel y Martínez, O. de M. † (18 de diciembre de 1924-5 de mayo de 1926 falleció)
- Ramón Harrison Abello, O. de M. † (12 de noviembre de 1926-1928 renunció)
- Inocencio López Santamaría, O. de M. † (1 de agosto de 1930-8 de marzo de 1958 falleció)
- José Vázquez Díaz, O. de M. † (8 de marzo de 1958 por sucesión-1 de marzo de 1989 retirado)
- Ramón López Carrozas, O. de M. † (1 de marzo de 1989-15 de enero de 2014 retirado)
- Marcos Antônio Tavoni, desde el 15 de enero de 2014